# Canton d'Uzès
Le canton d’Uzès est une division administrative du département du Gard, dans l’arrondissement de Nîmes.

## Histoire
Le canton d'Uzès a été créé en 1801.
Un nouveau découpage territorial du Gard entre en vigueur à l'occasion des élections départementales de mars 2015, défini par le décret du 24 février 2014, en application des lois du 17 mai 2013 (loi organique 2013-402 et loi 2013-403). Les conseillers départementaux sont, à compter de ces élections, élus au scrutin majoritaire binominal mixte. Les électeurs de chaque canton élisent au Conseil départemental, nouvelle appellation du Conseil général, deux membres de sexe différent, qui se présentent en binôme de candidats. Les conseillers départementaux sont élus pour 6 ans au scrutin binominal majoritaire à deux tours, l'accès au second tour nécessitant 12,5 % des inscrits au 1er tour. En outre la totalité des conseillers départementaux est renouvelée. Ce nouveau mode de scrutin nécessite un redécoupage des cantons dont le nombre est divisé par deux avec arrondi à l'unité impaire supérieure si ce nombre n'est pas entier impair, assorti de conditions de seuils minimaux. Dans le Gard, le nombre de cantons passe ainsi de 46 à 23. Le nombre de communes du canton d'Uzès passe de 14 à 31.
Le nouveau canton d'Uzès est formé de communes des anciens cantons d'Uzès (15 communes), de Saint-Chaptes (11 communes) et de Lussan (5 communes). Le canton est entièrement inclus dans l'arrondissement de Nîmes. Le bureau centralisateur est situé à Uzès.

## Administration

### Juges de paix
| Période | Période | Identité              | Fonction précédente                         | Observation |
| ------- | ------- | --------------------- | ------------------------------------------- | ----------- |
| 1818    | 1830    | Victor Bouschon       |                                             | -           |
| 1830    | 1831    | Tancrède Gide         |                                             | -           |
| 1831    | 1836    | Jacques Teyssier      |                                             | -           |
| 1836    | 1838    | Augustin Morel        | Juge de paix du canton de Valgorge          | -           |
| 1838    | 1850    | Pierre Lafont         |                                             | -           |
| 1850    | 1856    | Bastide               |                                             | -           |
| 1856    | 1870    | Louis Sailly          | Juge de paix du canton de Vaison-la-Romaine | -           |
| 1870    | 1873    | Alexis Gachet         | Juge de paix du canton de Sumène            | -           |
| 1873    | 1879    | Henri David           | Juge suppléant au tribunal civil d'Uzès     | -           |
| 1879    | 1885    | Jean Doche-Laquintane | Juge de paix du canton de Confolens-Sud     | -           |
| 1885    | 1896    | Léon Gorde            | Juge de paix du canton de Belleville        | -           |
| 1896    | 1899    | Largier               | Juge de paix du canton de Marguerittes      | -           |
| 1899    | 1912    | Amable Castelly       | Juge de paix du canton de Pertuis           | -           |
| 1912    | 1917    | Auguste Peladan       | Juge de paix du canton de Bessèges          | -           |
| 1917    | 1934    | Jean Cauzid           | Juge de paix du canton d'Aramon             | -           |

### Conseillers d'arrondissement
Le canton d'Uzès appartenait à l'arrondissement d'Uzès jusqu'à sa disparition en 1926.
| Période                                  | Période          | Identité                                  | Étiquette           | Qualité |
| ---------------------------------------- | ---------------- | ----------------------------------------- | ------------------- | --- |
| 1833                                     | 1845             | Jean Verdier-Allut (1776-1845)            |                     | Propriétaire, maire d'Uzès                                                                                  |
| 1845                                     | 1848             | Henri Lafont                              |                     | Négociant                                                                                                   |
| 1848                                     | 1852             | Charles de Rossel-Fontarèches (1808-1879) |                     | Lieutenant-colonel dans la garde nationale, propriétaire à Uzès                                             |
| 1852                                     | 1861             | Joseph Bastide                            |                     | Juge de paix à Uzès, puis secrétaire en chef de la Préfecture du Gard                                       |
| 1861                                     | 1871             | Maurice Goirand de Labaume                |                     | Président honoraire du Tribunal d'Uzès                                                                      |
| 1871                                     | 1874             | Émile Boudon de La Roquette               | Légitimiste         | Propriétaire à Saint-Quentin                                                                                |
| 1874                                     | 1879             | Gaston Coste                              | Républicain         | Avoué à Uzès                                                                                                |
| 1879                                     | 1882 (démission) | Jacques Fournier                          | Républicain         | Maire de Saint-Quentin                                                                                      |
| 1882                                     | 1898             | Paul Aubrespy                             | Radical             | Industriel à Uzès                                                                                           |
| 1898                                     | 1904             | Albert Canitrot                           | Républicain rallié  | Propriétaire à Blauzac                                                                                      |
| 1904                                     | 1910             | Auguste Auvergne                          | Républicain libéral | Négociant, conseiller municipal de Saint-Quentin                                                            |
| 1910                                     | 1919             | Ludovic Drome                             | Conservateur        | Propriétaire foncier, La Capelle-et-Masmolene                                                               |
| 1919                                     | 1925             | Marcel Martin                             | Républicain         | Industriel, maire d'Uzès                                                                                    |
| 1928                                     | 1940             | Marceau Espérandieu                       | SFIO                | Voiturier, maire de Montaren                                                                                |
| 1940                                     |                  |                                           |                     | Les conseils d'arrondissement ont été suspendus par la loi du 12 octobre 1940 et n'ont jamais été réactivés |
| Les données manquantes sont à compléter. |                  |                                           |                     | |

### Conseillers généraux
| Période         | Période      | Identité                                                   | Étiquette                  | Qualité |
| --------------- | ------------ | ---------------------------------------------------------- | -------------------------- | --- |
| 1833            | 1842         | Charles Goirand de Labaume                                 | Majorité ministérielle     | Avocat à Uzès Député (1844-1846) |
| 1842            | 1848         | Édouard Serre                                              |                            | Banquier à Uzès |
| 1848            | 1852         | Armand de Crussol, Duc d'Uzès                              | Droite                     | Propriétaire à Paris député de la Haute-Marne (1843-1848), du Gard (1852-1857) |
| 1852            | 1871         | Maxime Goirand de Labaume                                  |                            | Premier avocat général à la cour impériale de Paris puis de Montpellier |
| 1871            | 1878 (décès) | Duc Emmanuel de Crussol d'Uzès (fils du Duc Arnaud d'Uzès) | Droite                     | Propriétaire Député (1871-1876) |
| 1879            | 1895 (décès) | Gaston Coste                                               | Républicain radical        | Avoué à Uzès, conseiller d'arrondissement |
| 1895            | 1907         | Léonce Pascal                                              | Progressiste Nationaliste  | Maire de Saint-Victor-des-Oules (1892-1896) puis d’Uzès (1896-1908) Député du Gard (1898-1902)                                                                                       |
| 1907            | 1913         | Duc Louis de Crussol d'Uzès                                | Monarchiste                | Maire d'Uzès (1908-1919) |
| 1913            | 1925 (décès) | Georges Marie Philippe Bernadou                            |                            | Médecin à Uzès |
| 1925            | 1940         | Marcel Martin                                              | Soc.ind. puis Conservateur | Industriel Maire d'Uzès, conseiller d'arrondissement Nommé conseiller départemental en 1942                                                                                          |
|                 |              |                                                            |                            | |
| 1945            | 1954 (décès) | Louis Alteirac                                             | SFIO                       | Commerçant - Maire d'Uzès (1953-1954) |
| 30 octobre 1954 | 1955         | Georges Chauvin                                            | SFIO                       | Maire d'Uzès (1945, 1954-1965) Ancien Président du Comité de Libération |
| 1955            | 1961         | Armand Cavard (1914-1969)                                  | PPUS                       | Maire de Flaux |
| 1961            | 1965 (décès) | Georges Chauvin                                            | SFIO                       | Maire d'Uzès (1945, 1954-1965) Ancien Président du Comité de Libération |
| 1966            | 1985         | André Rancel (1908-1989)                                   | SFIO puis PS               | Agent hospitalier Maire d’Uzès (1966-1983) |
| 1985            | 2004         | Jean-Luc Chapon                                            | UDF-PR                     | Chef d'entreprise Maire d'Uzès depuis 1983 Président de la communauté de communes de l'Uzège (2002-2008)                                                                             |
| 2004            | 2015         | Denis Bouad                                                | PS                         | Agriculteur Président du Conseil départemental du Gard (depuis 2015) Maire de Blauzac (1989-2015) Vice-président du conseil général (2008-2015) Président du Pays Uzège-Pont du Gard |

Depuis 2012, le canton participe à l’élection du député de la sixième circonscription du Gard.

### Conseillers départementaux
| Période élective | Période élective | Mandat | Mandat   | Identité          | Nuance | Nuance | Qualité |
| ---------------- | ---------------- | ------ | -------- | ----------------- | ------ | ------ | --- |
| 2015             | 2021             | 2015   | 2021     | Denis Bouad       |        | PS     | Agriculteur Président du Conseil départemental depuis 2015 Conseiller municipal de Blauzac jusqu'en 2020 Sénateur depuis le 27 septembre 2020 |
| 2015             | 2021             | 2015   | 2021     | Bérengère Noguier |        | ECO    | Fonctionnaire en détachement, Saint-Quentin-la-Poterie Ancienne conseillère générale du Canton de Saint-Chaptes                               |
| 2021             | 2028             | 2021   | en cours | Denis Bouad       |        | PS     | Conseiller sortant |
| 2021             | 2028             | 2021   | en cours | Bérengère Noguier |        | ECO    | Conseillère sortante, 2ème Vice-Présidente du conseil départemental, chargée de la transition écologique et de la biodiversité                |

### Résultats détaillés

#### Élections de mars 2015
À l'issue du 1er tour des élections départementales de 2015, trois binômes sont en ballottage : Dominique Cariou et Philippe Richet (FN, 32,33 %), Denis Bouad et Bérengère Noguier (Union de la Gauche, 31,42 %) et Marie-Michèle Alvaro et Christian Petit (Union de la Droite, 25,86 %). Le taux de participation est de 54,25 % (13 408 votants sur 24 716 inscrits) contre 53,96 % au niveau départementalet 50,17 % au niveau national.
Au second tour, Denis Bouad et Bérengère Noguier (Union de la Gauche) sont élus avec 42,32 % des suffrages exprimés et un taux de participation de 58,19 % (5 853 voix pour 14 383 votants et 24 716 inscrits).
Bérengère Noguier a quitté EELV. Elle fait partie de l'association "Le Bien commun".
Elle est membre du groupe écologiste au Conseil départemental.

#### Élections de juin 2021
Le premier tour des élections départementales de 2021 est marqué par un très faible taux de participation (33,26 % au niveau national). Dans le canton d'Uzès, ce taux de participation est de 35,15 % (8 999 votants sur 25 603 inscrits) contre 33,46 % au niveau départemental. À l'issue de ce premier tour, deux binômes sont en ballottage : Denis Bouad et Bérengère Noguier (Union à gauche avec des écologistes, 45,72 %) et Patrice Adam et Mireille Ribanier (RN, 26,38 %).
Le second tour des élections est marqué une nouvelle fois par une abstention massive équivalente au premier tour. Les taux de participation sont de 34,36 % au niveau national, 34,93 % dans le département et 35,92 % dans le canton d'Uzès. Denis Bouad et Bérengère Noguier (Union à gauche avec des écologistes) sont élus avec 67,28 % des suffrages exprimés (5 787 voix pour 9 197 votants et 25 604 inscrits),,. 

## Composition

### Composition avant 2015

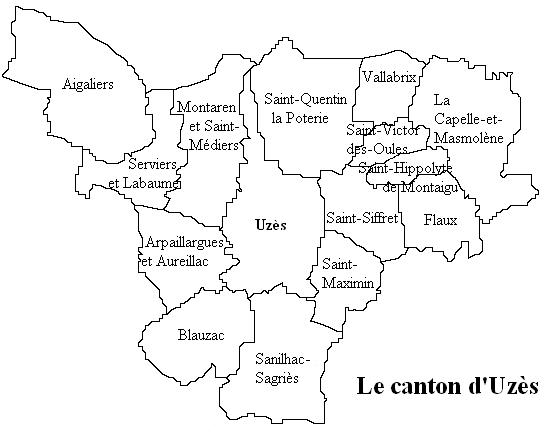
Carte du canton avant 2015.

Le canton regroupait quinze communes.
| Nom                         | Code Insee | Codepostal | Superficie (km2) | Population (dernière pop. légale) | Densité (hab./km2) |
| --------------------------- | ---------- | ---------- | ---------------- | --------------------------------- | ------------------ |
| Uzès (chef-lieu)            | 30334      | 30700      | 25,41            | 8 578 (2012)                      | 338                |
| Aigaliers                   | 30001      | 30700      | 28,06            | 483 (2012)                        | 17                 |
| Arpaillargues-et-Aureillac  | 30014      | 30700      | 13,67            | 1 053 (2012)                      | 77                 |
| Blauzac                     | 30041      | 30700      | 15,90            | 1 187 (2012)                      | 75                 |
| La Capelle-et-Masmolène     | 30067      | 30700      | 24,45            | 417 (2012)                        | 17                 |
| Flaux                       | 30110      | 30700      | 10,68            | 314 (2012)                        | 29                 |
| Montaren-et-Saint-Médiers   | 30174      | 30700      | 19,42            | 1 518 (2012)                      | 78                 |
| Saint-Hippolyte-de-Montaigu | 30262      | 30700      | 4,05             | 260 (2012)                        | 64                 |
| Saint-Maximin               | 30286      | 30700      | 9,90             | 695 (2012)                        | 70                 |
| Saint-Quentin-la-Poterie    | 30295      | 30700      | 24,06            | 2 956 (2012)                      | 123                |
| Saint-Siffret               | 30299      | 30700      | 11,28            | 1 063 (2012)                      | 94                 |
| Saint-Victor-des-Oules      | 30301      | 30700      | 4,77             | 296 (2012)                        | 62                 |
| Sanilhac-Sagriès            | 30308      | 30700      | 22,10            | 901 (2012)                        | 41                 |
| Serviers-et-Labaume         | 30319      | 30700      | 12,22            | 574 (2012)                        | 47                 |
| Vallabrix                   | 30337      | 30700      | 7,94             | 398 (2012)                        | 50                 |

### Composition à partir de 2015
Le nouveau canton d'Uzès comprend trente-et-une communes entières.
| Nom                          | Code Insee | Intercommunalité   | Superficie (km2) | Population (dernière pop. légale) | Densité (hab./km2) | Modifier                                    |
| ---------------------------- | ---------- | ------------------ | ---------------- | --------------------------------- | ------------------ | ------------------------------------------- |
| Uzès (bureau centralisateur) | 30334      | CC Pays d'Uzès     | 25,41            | 8 360 (2022)                      | 329                | modifier les données · modifier les données |
| Aigaliers                    | 30001      | CC Pays d'Uzès     | 28,06            | 534 (2022)                        | 19                 | modifier les données · modifier les données |
| Arpaillargues-et-Aureillac   | 30014      | CC Pays d'Uzès     | 13,67            | 1 048 (2022)                      | 77                 | modifier les données · modifier les données |
| Aubussargues                 | 30021      | CC Pays d'Uzès     | 8,52             | 326 (2022)                        | 38                 | modifier les données · modifier les données |
| Baron                        | 30030      | CC Pays d'Uzès     | 10,06            | 338 (2022)                        | 34                 | modifier les données · modifier les données |
| La Bastide-d'Engras          | 30031      | CC Pays d'Uzès     | 9,85             | 204 (2022)                        | 21                 | modifier les données · modifier les données |
| Blauzac                      | 30041      | CC Pays d'Uzès     | 15,90            | 1 228 (2022)                      | 77                 | modifier les données · modifier les données |
| Bourdic                      | 30049      | CC Pays d'Uzès     | 7,34             | 364 (2022)                        | 50                 | modifier les données · modifier les données |
| La Bruguière                 | 30056      | CC Pays d'Uzès     | 16,43            | 331 (2022)                        | 20                 | modifier les données · modifier les données |
| La Calmette                  | 30061      | CA Nîmes Métropole | 11,10            | 2 572 (2022)                      | 232                | modifier les données · modifier les données |
| La Capelle-et-Masmolène      | 30067      | CC Pays d'Uzès     | 24,45            | 421 (2022)                        | 17                 | modifier les données · modifier les données |
| Collorgues                   | 30086      | CC Pays d'Uzès     | 9,27             | 670 (2022)                        | 72                 | modifier les données · modifier les données |
| Dions                        | 30102      | CA Nîmes Métropole | 11,32            | 531 (2022)                        | 47                 | modifier les données · modifier les données |
| Flaux                        | 30110      | CC Pays d'Uzès     | 10,68            | 338 (2022)                        | 32                 | modifier les données · modifier les données |
| Foissac                      | 30111      | CC Pays d'Uzès     | 3,80             | 449 (2022)                        | 118                | modifier les données · modifier les données |
| Fontarèches                  | 30115      | CC Pays d'Uzès     | 13,42            | 255 (2022)                        | 19                 | modifier les données · modifier les données |
| Garrigues-Sainte-Eulalie     | 30126      | CC Pays d'Uzès     | 10,00            | 762 (2022)                        | 76                 | modifier les données · modifier les données |
| Montaren-et-Saint-Médiers    | 30174      | CC Pays d'Uzès     | 19,42            | 1 390 (2022)                      | 72                 | modifier les données · modifier les données |
| Pougnadoresse                | 30205      | CC Pays d'Uzès     | 7,65             | 263 (2022)                        | 34                 | modifier les données · modifier les données |
| Saint-Chaptes                | 30241      | CA Nîmes Métropole | 13,07            | 2 030 (2022)                      | 155                | modifier les données · modifier les données |
| Saint-Dézéry                 | 30248      | CC Pays d'Uzès     | 6,01             | 459 (2022)                        | 76                 | modifier les données · modifier les données |
| Saint-Hippolyte-de-Montaigu  | 30262      | CC Pays d'Uzès     | 4,05             | 249 (2022)                        | 61                 | modifier les données · modifier les données |
| Saint-Laurent-la-Vernède     | 30279      | CC Pays d'Uzès     | 11,80            | 707 (2022)                        | 60                 | modifier les données · modifier les données |
| Saint-Maximin                | 30286      | CC Pays d'Uzès     | 9,90             | 794 (2022)                        | 80                 | modifier les données · modifier les données |
| Saint-Quentin-la-Poterie     | 30295      | CC Pays d'Uzès     | 24,06            | 3 110 (2022)                      | 129                | modifier les données · modifier les données |
| Saint-Siffret                | 30299      | CC Pays d'Uzès     | 11,28            | 1 121 (2022)                      | 99                 | modifier les données · modifier les données |
| Saint-Victor-des-Oules       | 30301      | CC Pays d'Uzès     | 4,77             | 308 (2022)                        | 65                 | modifier les données · modifier les données |
| Sainte-Anastasie             | 30228      | CA Nîmes Métropole | 43,64            | 1 744 (2022)                      | 40                 | modifier les données · modifier les données |
| Sanilhac-Sagriès             | 30308      | CC Pays d'Uzès     | 22,10            | 832 (2022)                        | 38                 | modifier les données · modifier les données |
| Serviers-et-Labaume          | 30319      | CC Pays d'Uzès     | 12,22            | 609 (2022)                        | 50                 | modifier les données · modifier les données |
| Vallabrix                    | 30337      | CC Pays d'Uzès     | 7,94             | 415 (2022)                        | 52                 | modifier les données · modifier les données |
| Canton d'Uzès                | 3020       |                    | 427,19           | 32 762 (2022)                     | 77                 | modifier les données                        |

## Patrimoine

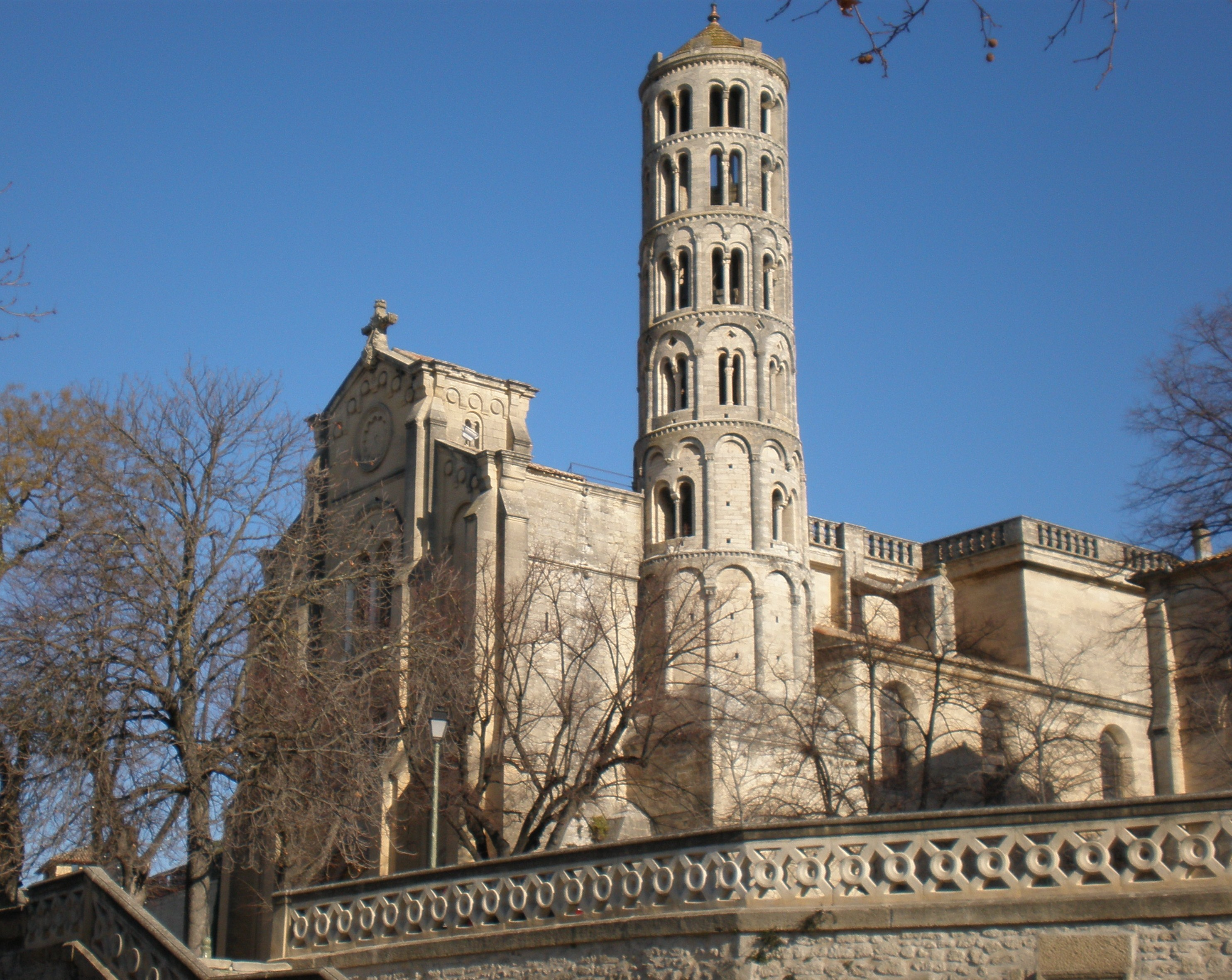
La cathédrale Saint-Théodorit d’Uzès et la tour Fenestrelle

## Démographie

### Démographie avant 2015
| 1962   | 1968   | 1975   | 1982   | 1990   | 1999   | 2006   | 2011   | 2012   |
| ------ | ------ | ------ | ------ | ------ | ------ | ------ | ------ | ------ |
| 10 393 | 11 422 | 12 234 | 13 887 | 16 043 | 17 781 | 18 940 | 20 644 | 20 693 |

### Démographie depuis 2015
En 2022, le canton comptait 32 762 habitants, en évolution de +2,72 % par rapport à 2016 (Gard : +2,97 %, France hors Mayotte : +2,11 %).
| 2013   | 2018   | 2022   |
| ------ | ------ | ------ |
| 31 784 | 32 083 | 32 762 |